# Eredivisie (vrouwenhandbal) 1989/90
De Eredivisie is de hoogste afdeling van het Nederlandse handbal bij de vrouwen op landelijk niveau. In het seizoen 1989/1990 werd Herschi/V&L landskampioen na een beslissingswedstrijd tegen PSV. Swift Arnhem en Holbox/Swift degradeerden naar de Eerste divisie.

## Opzet
De twaalf teams spelen in competitieverband tweemaal tegen elkaar. De nummer één mag zich landskampioen van Nederland noemen, de nummers elf en twaalf degraderen naar de eerste divisie.

## Teams
| Club                  | Plaats     | Provincie     | Trainer         | Hal               |
| --------------------- | ---------- | ------------- | --------------- | ----------------- |
| Aalsmeer              | Aalsmeer   | Noord-Holland | F. van Iersel   | De Bloemhof       |
| Noordland/Foreholte   | Voorhout   | Zuid-Holland  | Ján Kecskeméthy | De Gaasbak        |
| Fototechniek/Hellas   | Den Haag   | Zuid-Holland  | M. van Kapel    | Duyvesteinhal     |
| OSC                   | Amsterdam  | Noord-Holland | Hub Joris       | Van Hogendorphal  |
| PSV                   | Eindhoven  | Noord-Brabant | Aag van Surksum | Achtste Barrier   |
| Van der Voort/Quintus | Kwintsheul | Zuid-Holland  | L. van Velzen   | Van der Voorthal  |
| Zeeman Vastgoed/SEW   | Nibbixwoud | Noord-Holland | M. Köhler       | 't Span           |
| Swift Arnhem          | Arnhem     | Gelderland    | Sjors Röttger   | Elderveld         |
| Holbox/Swift          | Roermond   | Limburg       |                 |                   |
| Herschi/V&L           | Geleen     | Limburg       | Piet Kivit      | Glanerbrook       |
| Niloc                 | Amsterdam  | Noord-Holland | G. Dekeling     | Sporthallen Zuid  |
| UVG                   | Boxmeer    | Noord-Brabant | L. Luysterburg  | Sporthal Margriet |

## Stand
| Pos | Club                  | Wed | Ptn | Opmerking                      |
| --- | --------------------- | --- | --- | ------------------------------ |
| 1   | Herschi/V&L           | 22  | 33  | Speelt beslissingswedstrijd    |
| 2   | PSV                   | 22  | 33  | Speelt beslissingswedstrijd    |
| 3   | Zeeman Vastgoed/SEW   | 22  | 29  |                                |
| 4   | Aalsmeer              | 22  | 28  |                                |
| 5   | Fototechniek/Hellas   | 22  | 27  |                                |
| 6   | Van der Voort Quintus | 22  | 23  |                                |
| 7   | Noordland/Foreholte   | 22  | 22  |                                |
| 8   | UVG                   | 22  | 22  |                                |
| 9   | Niloc                 | 22  | 19  |                                |
| 10  | OSC                   | 22  | 14  |                                |
| 11  | Swift Arnhem          | 22  | 12  | Degradatie naar Eerste divisie |
| 12  | Holbox/Swift          | 22  | 2   | Degradatie naar Eerste divisie |

## Beslissingswedstrijd
Omdat Herschi/V&L en PSV op een gelijk aantal punten uitkwamen in de reguliere competitie, moest er aan van een beslissingswedstrijd bepaald worden die landskampioen van Nederland werd.
|  | Herschi/V&L | NV 15 - 14 NV | PSV |  |
|  |             |               |     |  |
|  |             |               |     |  |

Herschi/V&L heeft gewonnen en is landskampioen.